# Distantia lacteisparsus
Distantia lacteisparsus är en insektsart som beskrevs av Jacobi 1910. Distantia lacteisparsus ingår i släktet Distantia och familjen dvärgstritar. Inga underarter finns listade i Catalogue of Life.